# Круподьоров Володимир Савич
Володимир Савич Круподьоров (нар. 3 червня 1922, с. Хатуча, Брагинська волость, Річицький повіт, Гомельська губернія, Білоруська РСР — пом. 5 серпня 2016, м. Дніпро, Україна) — радянський ветеран Другої світової війни, льотчик-винищувач, український довгожитель.

## Біографія
Володимир Савич Круподьоров народився 3 червня 1922 року у селі Хатуча Брагинської волості Річицького повіту Гомельської губернії РРФСР.
У 1925 році переїхав до Дніпропетровська разом зі своєю родиною. У 1929 році пішов у школу № 31. У 1933 році сім'я переїхала до Червоногвардійського району, і юнака перевели до Сталінської залізничної школи № 46. У 1938 році він вступив до аероклубу Сталінської залізничної дороги. Оскільки було тяжко займатись у дві зміни кожен день, Володимир вирішив покинути школу не закінчивши 9 класів. В аероклубі він завершив програму 10-ти класів з фізики та математики. У 1939 році закінчив аероклуб та був зарахований до Качинської військової авіаційної школи ім. А. Ф. Мясникова в місті Севастополі, під час навчання в якій познайомився з Василем Сталіним.
23 вересня 1941 року був призваний до Робітничо-селянської Червоної армії. Під час німецько-радянської війни воював як льотчик-винищувач.
9 серпня 1942 року був поранений біля міста Орел та знаходився на лікуванні у шпиталях до травня 1943 року. Після поранення Володимир усе подальше життя жив з трубкою у гортані, аби мати змогу дихати та розмовляти пошепки.
У 1943 році його звільнили з військової служби через поранення та направили до міста Орська. З травня 1943 року до травня 1944 року працював на заводі № 332.
У 1944 році евакуювався до міста Дніпропетровська та отримав роботу в «ОблДніпроТорг» на посаду товарознавця. У 1946—1950 роках працював у промкомбінаті «Горпромторг». У 1951—1986 роках працював в артілі «Ударник» клепальником.
1986 року вийшов на пенсію.
Помер 5 серпня 2016 року в м. Дніпро.

## Сім'я

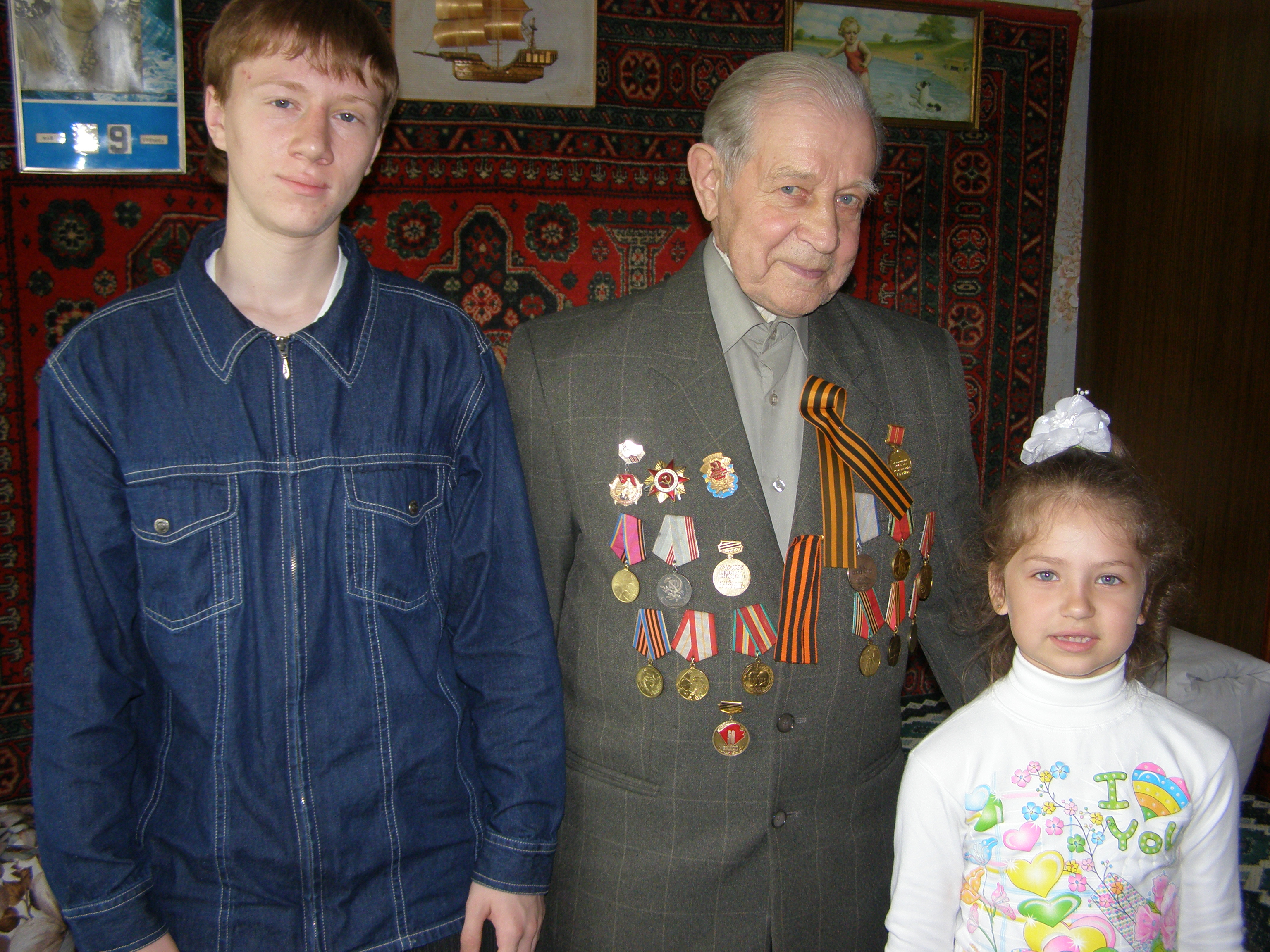
Круподьоров Володимир Савич з правнуками

Батько, Круподьоров Сава Тимофійович (1886—?), та мати, Круподьорова Ірина Яківна (1890—?), були бідними селянами.
До 1905 року батько був землевласником, а після 1905 року ремісником. Під час Жовтневої революції перебував у партизанському загоні. Член ВКП(б) з 1917 року.
У 1948 році одружився з Галиною, у 1953 році народився син Андрій, у 1955 році — донька Євгенія. Двоє онуків — Сергій та Антон. Двоє правнуків — Єгор та Анна.

## Нагороди
- Орден Вітчизняної війни І ступеня
- Медаль «За відвагу»
- Медаль «Ветеран праці»
- Ювілейні медалі СРСР